# Юмнам, Бикаш
Бикаш Юмнам (англ. Bikash Yumnam; родился 6 сентября 2003) — индийский футболист, полузащитник клуба «Раундгласс Пенджаб».

## Клубная карьера
Уроженец Манипура, Бикаш является воспитанником клуба «Индиан Эрроуз». 5 января 2020 года дебютировал в Ай-лиге в матче против клуба НЕРОКА, который завершился вничью со счётом 1:1.

## Карьера в сборной
В 2018 году в составе сборной Индии до 16 лет сыграл на чемпионате Азии (до 16 лет), который прошёл в Малайзии. Его сборная дошла до четвертьфинала, где уступила сборной Республики Корея.